# فرحان الأتاسي
فرحان الأتاسي (حمص 1928 - دمشق 23 فبراير 1965) جاسوس سوري أمريكي، أدين بالتجسس ضد بلده الأصلي (سورية) لصالح الولايات المتحدة الأمريكية التي هاجر إليها وحصل على جنسيتها قبل سنوات قليلة من بدء مهمته في سورية. أدين مع ابن خالته المقدم في الجيش السوري عبد المعين حاكمي بجناية التجسس، وشكلت لهما محاكمة عسكرية وحكم عليهما بالإعدام، ونفذ الحكم صبيحة 23 فبراير 1965.

## النشأة

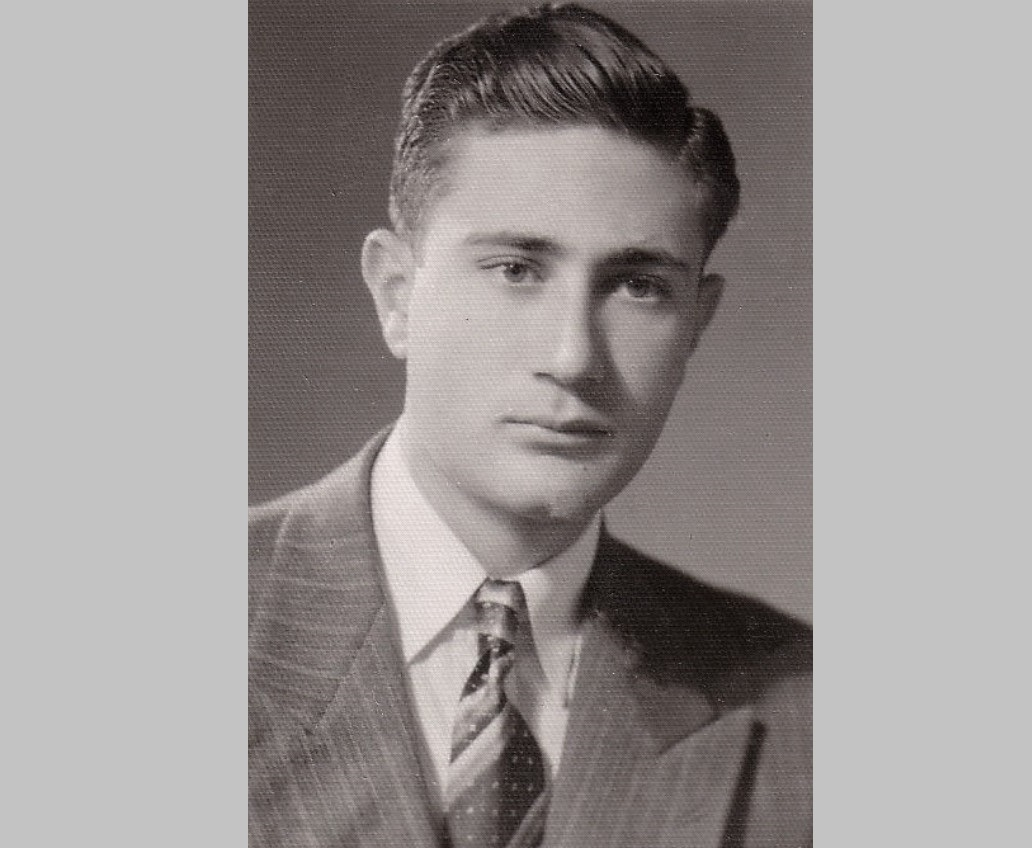

ولد فرحان الأتاسي في حمص عام 1928. ينتمي فرحان إلى عائلة الأتاسي المعروفة ذات الأصول التركمانية. والده هو عبد الهادي الأتاسي شقيق الرئيس السوري الأسبق هاشم الأتاسي، ووالدته هي شهدية بنت سليم الأتاسي. وهو ابن عم الوزير فيضي الأتاسي وابن عم العقيد فيصل الأتاسي الذي نفذ الانقلاب على الرئيس أديب الشيشكلي.
نشأ فرحان الأتاسي في حمص وتلقى تعليمه فيها. هاجر عام 1951 إلى الولايات المتحدة لإكمال دراسته، وهناك ارتبط بـ جوان غانم وهي أمريكية مارونية من أصل لبناني، ورزق منها بولد (جرير) وبنت (سوزان)، وحصل من خلالها على الجنسية الأمريكية.
عاد فرحان إلى سورية عام 1959 بصفة ممثل لشركة أفلام يونايتد أرتيست، وأقام في جادة شكيب أرسلان بحي أبو رمانة بدمشق.

1. ↑  آل الأتاسي: ما هي حقيقة أصولهم نسخة محفوظة 2023-11-14 على موقع واي باك مشين.
2. ↑  الجاسوس فرحان الأتاسي: من هو ولماذا أعدام وما علاقته بالجاسوس الإسرائيلي إيلي كوهين نسخة محفوظة 2022-11-04 على موقع واي باك مشين.
3. ↑  الجاسوسية الأمريكية أمام القضاء السوري - منشورات وزارة الإعلام السورية عام 1965 - ص 133-141

1- الجاسوسية الأمريكية أمام القضاء السوري - منشورات وزارة الإعلام السورية عام 1965